# Aldo Negri
Aldo Negri (Albona, 1914 – Rovigno, 8 maggio 1944) è stato un partigiano italiano.

## Biografia
Aldo Negri proviene da famiglia socialista, poi si avvicinò ai comunisti istriani e, nel 1941, aderì al partito comunista, diventandone uno dei maggiori dirigenti nell'Istria. Ha studiato all'Istituto Marittimo di Trieste, navigò con il grado d'ufficiale nella Marina Mercantile italiana, in seguito si laureò alla Facoltà di Scienze Marittime dell'Università di Napoli.
Nel 1942 aderì all'organizzazione antifascista, inizialmente illegale, del Movimento Partigiano di Liberazione ad Albona, ma nella grande irruzione e nella retata della polizia nel maggio del 1943 fu arrestato e rinchiuso nel carcere di Pola. Dopo la caduta del fascismo tornò in libertà dalla prigione e durante la Capitolazione d'Italia (8 settembre 1943) fu il comandante degli insorti combattenti di Albona. Già l'8 settembre aveva guidato una marcia popolare, che aveva imposto la resa ai carabinieri che presidiavano Pozzo Littorio d'Arsia. Cinque giorni dopo, alla testa dei minatori italiani e croati del bacino carbonifero, Negri riuscì a respingere anche i tedeschi che avevano assunto il controllo della zona.
Il mese successivo, con i nazisti ridiventati padroni del territorio, il giovane (nonostante avesse una gamba anchilosata), riparò nei boschi per continuare la lotta armata contro i tedeschi. Nel novembre 1943, Negri divenne membro del Comitato di Liberazione dell'Istria ed ebbe grandi meriti perché fu fondatore di molti comitati antifascisti di resistenza nel territorio istriano nei paesi e nelle cittadine con la maggioranza della popolazione di nazionalità italiana. Nel 1944, designato a rappresentare la minoranza italiana nel Consiglio Antifascista di Liberazione Nazionale della Croazia, gettò le basi dell'Unione degli Italiani dell'Istria e di Fiume. Nel febbraio del 1944, partecipò alla fondazione del Comitato di Liberazione Popolare per la città di Rovigno. Nel maggio del 1944 fu attivo combattente nella zona del parentino, dove nella stanzia La Rossiccia (in croato: Crljenka), sopra il Canale di Leme. In questa località cadde in un'imboscata (mentre si stava trasferendo con i suoi partigiani da Rovigno a Parenzo) e, sorpreso dai fascisti della guarnigione d'Orsera, tentò di opporre resistenza, ma dopo avere capito di poter essere catturato vivo si tolse la vita; secondo, altra fonte, invece, fu ucciso dal piombo tedesco. Alla sua memoria fu conferito l'Ordine dell'Eroe popolare.